# جوزيف أوجين ميشيل
جوزيف أوجين ميشيل (بالفرنسية: Joseph Michel)‏ هو سياسي فرنسي، ولد في 23 يوليو 1821 في فرنسا، وتوفي في 13 مارس 1885 في فرنسا. انتخب عضو مجلس الشيوخ في الجمهورية الفرنسية الثالثة وانتخب نائب فرنسي.